# Jonás de Bobbio
Jonás de Bobbio (Sigusia, hoy Susa, Italia c.600 - 659) fue un monje del monasterio homónimo que a mediados del siglo VII escribió la vida de San Columbano, fundador del monasterio, completada con dos breves biografías de Eustacio y San Attala, sucesores de San Columbano en Luxeuil y Bobbio respectivamente.
La obra, muy elaborada desde el punto de vista formal, sin cometer los excesos de otros textos irlandeses, es rica en noticias de valor, a pesar de la tendencia de su autor a alterar los hechos con propósitos económicos
Jonás no tuvo manera de conocer personalmente a San Columbano, que había muerto hacía un año, pero estuvo en contacto con muchos de los que habían vivido con él, tanto en Bobbio como en las visitas a los monasterios fundados. Así pudo conseguir relatos de los testigos oculares y de los seguidores de San Columbano, que aún vivían en la abadía y en otros lugares, aparte de las fuentes que pudo recoger en la Galia en el año 640 con ocasión de su visita a las comunidades locales irlandeses.
La obra está dedicada a Waldeberto, abad de Luxeuil, y Bobeleno, sucesor de Bertulfo en Bobbio. No menciona episodios que puedan desacreditar a su personaje, como la disputa con Galo cuando San Columbano abandonó Suiza, su posición no ortodoxa en la controversia sobre la fecha pascual y sobre los Tres Capítulos.  
Jonás pone de relieve la acción de Dios en la vida y en la actividad de estos personajes, pero también la del diablo, responsable de las revueltas monásticas en Italia y en Francia. Narrando la vida de los sucesores, evidencia que la vida de San Columbano, no se detiene, sino que continúa con ellos. Describe con precisión y riqueza de detalles la peregrinatio de San Columbano encuadrada en las vicisitudes políticas y religiosas de su tiempo. 
Escribió también la Vida de Juan, fundador del monasterio de Réomé; le había sido pedida cuando se detuvo un breve tiempo en aquella casa en el año 659 durante su viaje a Chalon-sur-Saône, convocado por Clotario III y por su madre.
Además se atribuye a Jonás la redacción más antigua de la Vita S. Vedastis episcopi Atrevatensis, mientras que la otra se remonta a Alcuino de Tours. No se conoce con exactitud la fecha de la muerte de Jonás ni el lugar ni si llegó a ser abad de algún monasterio.